# Consuelo González Ramos
Consuelo González Ramos (Villamayor de Campos, 7 de juny de 1877 - ?),també coneguda pels seus pseudònims Celsia Regis i Doñeva de Campos, va ser una periodista, infermera i feminista espanyola del segle xx. Va ser infermera durant la Guerra d'Àfrica, vivències que plasmaria a l'obra La dona espanyola en la campanya del Kert (1912). Defensora del vot de la dona, va ser fundadora el 1917 de la publicació femenina La Voz de la Mujer, que va dirigir fins a 1931. També va fundar la Asociación Nacional de Mujeres Españolas (1918), la Federación Internacional Feminista (1919) i la Unión del Feminismo Español (1924). Era partidària d'un feminisme conservador i catòlic i donà suport a la Dictadura de Primo de Rivera. Va col·laborar en el diari de Melilla El Telegrama del Rif.